# فرانك فيشر
فرانك فيشر هو لاعب هوكي الجليد كندي، ولد في 1901 في أونتاريو في كندا، وتوفي في 23 أبريل 1983 في تورونتو في كندا.

## وصلات خارجية
- فرانك فيشر على موقع EliteProspects.com (الإنجليزية)
- فرانك فيشر على موقع Eurohockey.com (الإنجليزية)
- فرانك فيشر على موقع أوليمبيديا (الإنجليزية)
- فرانك فيشر على موقع اللجنة الأولمبية الكندية (الإنجليزية)